# Zec Varin
Pour les articles homonymes, voir Varin.
La zec Varin est une "zone d'exploitation contrôlée" (zec) du territoire non organisé de Rivière-aux-Outardes, dans la (MRC)Manicouagan (municipalité régionale de comté), dans la région administrative de la Côte-Nord, au Québec, au Canada.

## Géographie
La zec Varin couvre 484,5 km². Elle comporte 85 lacs dont 60 sont exploités pour la pêche récréative. La zec compte aussi 15 rivières dont 9 sont exploitées pour la pêche récréative.
La zec est délimitée à l'Est par la route 389 et à l'Ouest par la Rivière aux Outardes. Au nord, la limite de la zec est située au hameau Micoua et au lac à la Pêche.
En partant de Baie-Comeau, la route 389 enjambe la rivière Manicouagan au Barrage Manic-2 soit après 28 km. Près du lac Legendre, il est possible de quitter la route 389 pour prendre le chemin du lac-Gaston où l'on traverse la zec d'est en ouest. La route 389 conduit à Manic-5 et permet d'accéder beaucoup plus au nord à Fermont et Labrador City.
Les cours d'eau de la zec sont les rivières: Antrim, et aux Outardes. Les principaux ruisseaux sont: Bacon et Émond. Le lac Varin, situé au centre Est de la zec, a une longueur de 5700 m et une largeur maximale de 500 m. Il couvre 332,4 ha.
Postes d'accueil
Les postes d'accueil de la zec sont répartis en trois secteurs:
- Poste d'accueil du secteur 1 (46 km sur la route 389) (poste d'accueil principal situé près du lac Catherine):  Si le poste est fermé, les visiteurs peuvent s'enregistrer au dépanneur "Le Coin du Nord", situé à l'intersection des routes 138 et 389; ou au "Restaurant Le Repos du Passant" de Manic 2, situé au 24 km de la route 389.
- Poste d'accueil du secteur 2 (76 km sur la route 389).
- Poste d'accueil du Secteur 3: il n'y a aucun gardien à ce poste d'accueil et ce secteur ne comporte pas de réseau routier entretenu.

## Chasse et pêche
La faune terrestre et aquatique est abondante dans ces étendues sauvages. La chasse est contingentée dans le territoire de la zec notamment selon les périodes de l'année, le type d'engin de chasse et le sexe des bêtes (orignal) pour les espèces suivantes : orignal, ours noir, gélinotte, tétras et lièvre.
La pêche est contigentée pour les espèces suivantes : ouananiche, touladi et omble de fontaine.

## Histoire
En 1961, deux clubs privés exploitaient ce territoire forestier de la Côte-Nord, soit les clubs: "Vive la joie" et "Feux follets". Le territoire comptaient alors 40 chalets, lesquels étaient réservés à une clientèle privée. En 1978, à la suite de l'adoption par le gouvernement du Québec d'une loi donnant un accès ouvert à de nombreux territoires de terres publiques, ces deux clubs privés ont été fusionnés dans l'Association Plein air Rivière Outardes inc. Le gouvernement a alors confié le mandat à cette Association d'administrer le territoire de la zec.

## Toponymie
Le toponyme "Zec Varin" tire son origine du lac Varin, l'un des principaux lacs de la zec. Ce lac formé en longueur dans le sens nord-sud, est situé du côté Est de la zec, près de la route 389. Ce toponyme rend hommage à Jean-Victor Varin de la Marre (1699-après 1780), officier arrivé au Canada en 1729. Il est retourné en France en 1758. Il a été nommé secrétaire du roi pour la Nouvelle-France. 
Le toponyme "Zec Varin" a été officialisé le 5 août 1982 à la Banque des noms de lieux de la Commission de toponymie du Québec.